# Jaime Filho
Jaime Rodrigues Costa Filho (Rio de Janeiro, 16 de outubro de 1930 — Rio de Janeiro, 3 de janeiro de 2017) mais conhecido como Jaime Filho, foi um humorista brasileiro, filho do ator Jaime Costa. Trabalhou em diversos programas humorísticos. Na Escolinha do Professor Raimundo, fez seus personagens marcantes, como o índio Suppapau Uaçu e o caipira José dos Campos. Esteve afastado da TV desde 1998. Seu último trabalho na TV foi em Você Decide.
Em 2008, ele foi homenageado no programa Mais Você, ao lado de Dary Reis e Carlos Vereza.

## Morte
Jaime filho faleceu no dia 3 de janeiro de 2017, aos 86 anos de idade. A causa do falecimento
é desconhecida e não se sabe se foi sepultado ou cremado.

## Filmografia

### Televisão
| Ano       | Título                          | Personagem           | Emissora   |
| --------- | ------------------------------- | -------------------- | ---------- |
| 1973-1980 | Chico City                      | Vários personagens   | Rede Globo |
| 1976      | Bacará 76                       |                      | TVS        |
| 1981      | Reapertura                      |                      | SBT        |
| 1982-1990 | Chico Anysio Show               | Vários personagens   | Rede Globo |
| 1990-1992 | Escolinha do Professor Raimundo | Suppapau Uaçu        | Rede Globo |
| 1992-1993 | Escolinha do Professor Raimundo | Seu José dos Campos  | Rede Globo |
| 1994-1995 | Escolinha do Professor Raimundo | Seu Antero de Camões | Rede Globo |